# Samuel Purchas
Samuel Purchas (Thaxted, 1575 circa – settembre-ottobre 1626) è stato un religioso e scrittore inglese.
Si laureò nel 1600 al Collegio di St. John presso l'Università di Cambridge; successivamente divenne Bachelor of Divinity e fu ammesso ad Oxford nel 1615. Nel 1604 fu presentato da Giacomo I alla canonica di Eastwood (Essex). Dieci anni dopo divenne cappellano dell'Arcivescovo George Abbot e rettore di St. Martin, Ludgate, Londra. Precedentemente, passò molto tempo a Londra per i suoi geografici. Nel 1613 pubblicò il primo volume delle sue raccolte sui pellegrinaggi intitolate Pilgrimages series. L'ultimo, l'Hakluytus Posthumus è una continuazione del Principal Navigations di Richard Hakluyt, ed è parzialmente basato su un manoscritto lasciato da Hakluyt.
La quarta edizione dei Pilgrimages è solitamente catalogata come il quinto volume della raccolta, ma i due lavori sono essenzialmente distinti. Purchas morì nel Settembre-Ottobre 1626, secondo molti detrattori in una prigione per debitori insolventi. Nessuna delle sue opere fu ristampata prima del rinvenimento a Glasgow di alcune copie nel 1905-'07. Nel suo lavoro di curatore della raccolta, Purchas fu spesso avventato, disattento e spesso in malafede; va detto però che le sue miscellanee sono di valore e sono spesso l'unica fonte a proposito la storia delle esplorazioni.
I Pilgrimage di Purchas furono una fonte d'ispirazione per la poesia di Kubla Khan di Samuel Taylor Coleridge. In una nota esplicativa alla poesia c'è scritto: «Nell'estate della 1797, l'Autore, quand'era ammalato, si ritirò in una fattoria solitaria tra Porlock e Lynton, sul confine tra il Somerset e il Devonshire. A seguito di una leggera indisposizione, gli fu prescritto un anodino, che lo fece addormentare sulla sua poltrona proprio mentre stava leggendo la seguente frase nel Pilgrimage di Purchas: “Qui il Khan Kubilai ordinò che fosse costruito un palazzo, e un imponente giardino. E quindi dieci miglia di terreno agricolo furono incluse nelle mura”.